# Yalena Jácome
Yalena Carolina Jácome Espinosa (El Carmen de Bolívar, 9 de agosto de 1978) es una periodista, estratega de comunicaciones y presentadora de televisión colombiana. 

## Biografía
Nació en El Carmen de Bolívar desde su adolescencia se radica en Barranquilla para estudiar Comunicación social en la Universidad Autónoma del Caribe.
Luego se trasladó a Bogotá, donde comenzó en 2005 a ejercer el periodismo en Citytv, y luego, entre 2008 y 2016, fue presentadora de Noticias RCN y NTN24, destacándose por su credibilidad ante la opinión pública. En marzo de 2016 se retiró de la empresa perteneciente a la Organización Ardila Lulle para afrontar el reto de ser la jefa de Comunicaciones del Servicio Nacional de Aprendizaje (Sena), labor encomendada directamente por la Casa de Nariño.
A la entidad encargada de formar talento humano en competencias técnicas y tecnológicas y de apoyar el emprendimiento y el empleo de los colombianos estuvo vinculada durante un año, dejándola posicionada, junto a su equipo de trabajo, como una entidad estatal ejemplo en materia de identidad corporativa y comunicaciones, referente en manejo asertivo de imagen institucional, adecuado contacto con los medios de comunicación, novedosa y atractiva creación y gestión de contenidos, e idóneo apoyo de las redes sociales; sin embargo, se retiró al ser llamada para hacer parte del nuevo Canal Uno, donde presenta el informativo de fines de semana "Al Mediodía", producido por NTC, la misma casa productora de "Noticias Uno". En 2021 fue presentadora de Mañana Express del Canal RCN hasta su renuncia en 2023 para asumir proyectos personales.